# John Aslin
John Aslin (* 5. Februar 1940 in Nottingham; † 2. Januar 1999 in Ilkeston) war ein britischer Radrennfahrer.

## Sportliche Laufbahn
1961 gewann er eine Etappe im britischen Milk Race. 1963 gewann er erneut eine Etappe im Milk Race.
Von 1966 bis 1972 war er Berufsfahrer, immer in britischen Radsportteams. In dieser Zeit startete er mehrfach im Sechstagerennen von London. 1968 siegte er im Tom Simpson Memorial vor Colin Lewis und wurde Vize-Meister im Straßenrennen hinter Colin Lewis. 1971 bestritt er die Kanada-Rundfahrt und die Tour de Suisse, die er als 49. beendete. 1968 war er am Start der UCI-Straßen-Weltmeisterschaften. Alle seine Siege als Profi erzielte er in britischen Eintagesrennen oder Kriterien.